# 静岡県道146号駿河小山停車場線

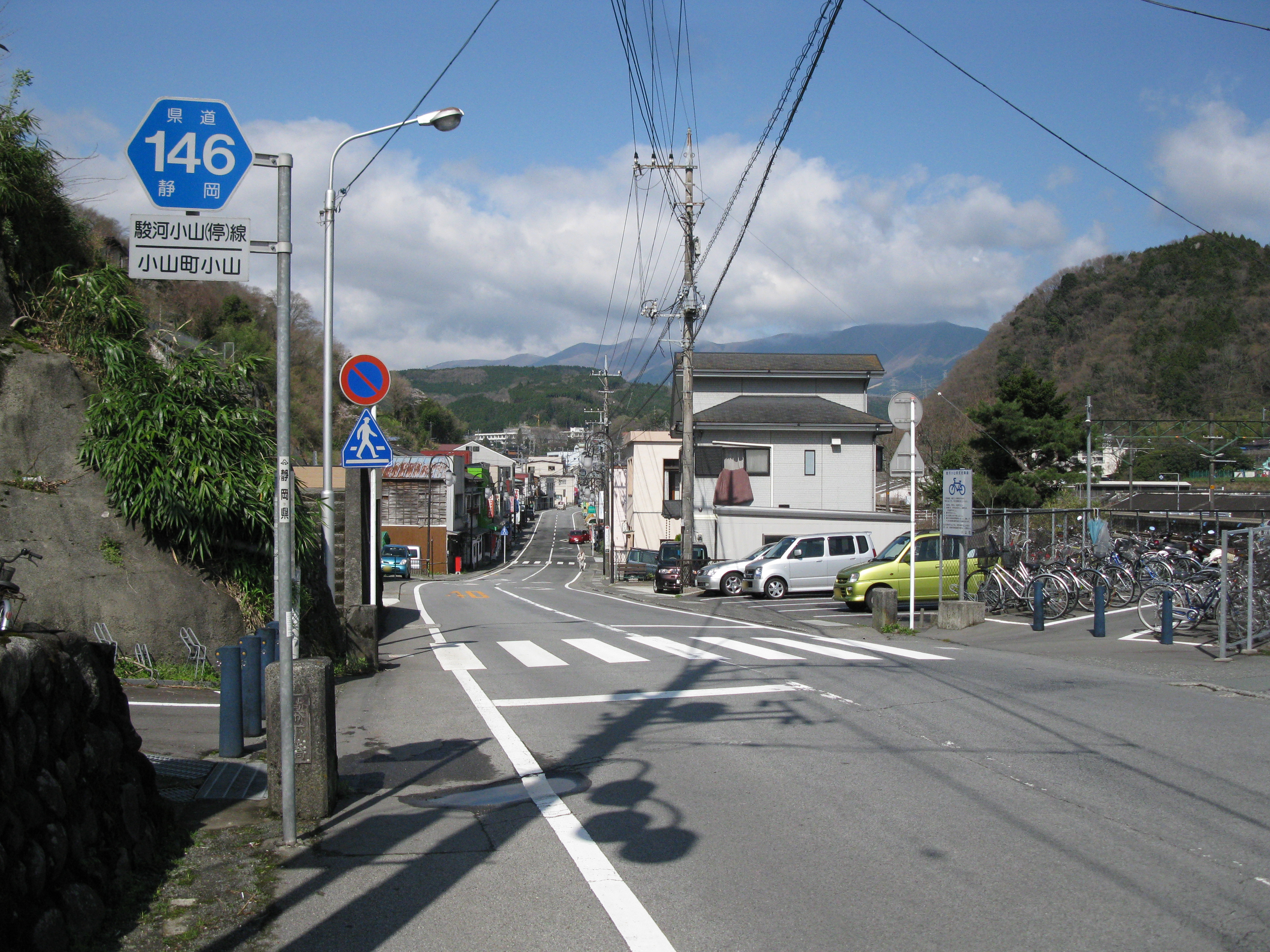
静岡県道146号

静岡県道146号駿河小山停車場線（しずおかけんどう146ごう するがおやまていしゃじょうせん）は、静岡県駿東郡小山町を通る一般県道である。

## 概要

### 路線データ
- 起点 : 駿東郡小山町（御殿場線 駿河小山駅前）
- 終点 : 駿東郡小山町（静岡県道394号沼津小山線交点）
- 陸上距離：700m

## 接続路線
- 静岡県道394号沼津小山線（旧国道246号）

## 沿線
- JR駿河小山駅
- 小山神社
- 石堂公園
- 小山町健康福祉会館
- 鮎沢川